# Hadjievo, Pazardjik
Hadjievo (în bulgară Хаджиево) este un sat în comuna Pazardjik, regiunea Pazardjik,  Bulgaria. 

## Demografie
Componența etnică a satului Hadjievo
     Bulgari (82,27%)
     Nicio identificare (17,42%)
     Altele (0,58%)
La recensământul din 2011, populația satului Hadjievo era de 1.027 locuitori. Din punct de vedere etnic, majoritatea locuitorilor (82,27%) erau bulgari. Pentru 17,42% din locuitori nu este cunoscută apartenența etnică.